# Osceola (condado de Fond du Lac, Wisconsin)
Osceola es un pueblo ubicado en el condado de Fond du Lac en el estado estadounidense de Wisconsin. En el Censo de 2010 tenía una población de 1.865 habitantes y una densidad poblacional de 19,84 personas por km².

## Geografía
Osceola se encuentra ubicado en las coordenadas 43°40′51″N 88°13′2″O / 43.68083, -88.21722. Según la Oficina del Censo de los Estados Unidos, Osceola tiene una superficie total de 93.99 km², de la cual 90.18 km² corresponden a tierra firme y (4.05%) 3.81 km² es agua.

## Demografía
Según el censo de 2010, había 1.865 personas residiendo en Osceola. La densidad de población era de 19,84 hab./km². De los 1.865 habitantes, Osceola estaba compuesto por el 98.45% blancos, el 0.21% eran afroamericanos, el 0.11% eran amerindios, el 0.05% eran asiáticos, el 0% eran isleños del Pacífico, el 0.59% eran de otras razas y el 0.59% pertenecían a dos o más razas. Del total de la población el 1.07% eran hispanos o latinos de cualquier raza.